# Syntemna hungarica
Syntemna hungarica är en tvåvingeart som först beskrevs av Lundstrom 1912.  Syntemna hungarica ingår i släktet Syntemna och familjen svampmyggor. Arten är reproducerande i Sverige. Inga underarter finns listade i Catalogue of Life.